# خوسيه مانويل دي لا توري
خوسيه مانويل دي لا توري (بالإسبانية: José Manuel de la Torre)‏ هو لاعب كرة قدم ومدرب كرة قدم مكسيكي في مركز الوسط، ولد في 13 نوفمبر 1965 في غوادالاخارا في المكسيك. شارك مع منتخب المكسيك لكرة القدم. أما مع النوادي، فقد لعب مع تيغريس أونال وريال أوفييدو وكروز آزول ونادي بويبلا ونادي غوادالاخارا ونادي نيكاكسا.

## وصلات خارجية
- خوسيه مانويل دي لا توري على موقع قاعدة بيانات كرة القدم.إي يو (الإنجليزية)
- خوسيه مانويل دي لا توري على موقع ناشيونال فوتبول تيمز (الإنجليزية)
- خوسيه مانويل دي لا توري على موقع عالم كرة القدم.نت (الإنجليزية)